# Arthur Graham Fisher
Arthur Graham Fisher (* 1975 in Brevard, North Carolina, USA) ist ein US-amerikanischer Immobilienmakler und designierter Botschafter der Vereinigten Staaten in Österreich.

## Werdegang und berufliche Karriere
Fisher besuchte das College of Charleston, South Carolina, wo er 1997 mit einem B.S. in Betriebswirtschaftslehre und einem B.A. in Unternehmenskommunikation abschloss. Ebendort war er Präsident der Association of Collegiate Entrepreneurs, Vizepräsident des Interfraternity Council und Delegierter der Harvard University Model United Nations. Nach Abschluss seines Studiums trat er in das Immobiliengeschäft seiner Familie ein.

## Diplomatische Karriere
Fisher wurde am 17. Dezember 2024 von Präsident Donald Trump für das Amt des Außerordentlichen und bevollmächtigten Botschafters der Vereinigten Staaten von Amerika für die Republik Österreich nominiert, nachdem die Amtszeit von Victoria Reggie Kennedy mit dem Amtsantritt von Trump 20. Jänner 2025 endete. Fisher fiel im Wahlkampf zur Präsidentschaftswahl in den Vereinigten Staaten 2024 als Befürworter von Trumps "America First"-Politik auf. Traditionell würden verdienstvolle Wahlkampfspender in vielen Fällen mit Botschafterposten bedacht werden.

## Mitgliedschaften
- Dynastischer Ordens des Königlichen Hauses von Bourbon[1]
- Mitglied des Senats des North Carolina Travel and Tourism Board[3]